# NGC 4169
NGC 4169 (другие обозначения — UGC 7202, MCG 5-29-32, ZWG 158.41, HCG 61A, PGC 38892) — линзообразная галактика (S0) в созвездии Волос Вероники. Открыта Уильямом Гершелем в 1785 году.
Галактика является ярчайшей в своей группе, относящейся к раннему морфологическому типу. И в рентгеновском, и в радиодиапазоне наблюдается неразрешаемое излучение со стороны галактики, так что считается, что холодный газ в галактику попал в результате слияний или приливных взаимодействий с другими галактиками, а не в результате охлаждения газа из межгалактической среды. Наблюдаемое излучение в линии H-альфа выстраивается в кольцо, что может указывать на прошедшее слияние, как и кинематика звёзд и газа в галактике.
Этот объект входит в число перечисленных в оригинальной редакции «Нового общего каталога».
Галактика NGC 4169 входит в состав группы галактик NGC 4185. Помимо NGC 4169 в группу также входят ещё 12 галактик. Группа слабо излучает в рентгеновском диапазоне.